# Manettia beyrichiana
Manettia beyrichiana é uma espécie de dicotiledónea pertencente à família Rubiaceae, descrita em 1889.